# KM-2教練機
KM-2教練機是一款由富士重工為日本航空自衛隊研製的初級教練機。被T-3(KM-2B)所取代。

## 發展
在1952年成立後，富士重工取得T-34教練機的海外授權生產，並藉此研發出LM-1(四座飛機)。一開始採用Continental O-470引擎，後來配備馬力更大的Lycoming O-480引擎，並改名為LM-2，供日本陸上自衛隊使用。
KM是LM的民用版本，並被用於訓練任務。而後依照KM，富士改造出雙座的KM-2。KM-2於1962年1月16日首飛。 而日本海上自衛隊購買了62架作為初級教練機，日本陸上自衛隊購買了2架作並編號為TL-1。

KM-2B是KM-2的串連座位衍伸版本，並於1978年1月17日首飛。 日本航空自衛隊購買了50架作為其初級教練機，並改編號為T-3，其生產持續到1992年。

## 外部連結
（页面存档备份，存于）